# London Buses
London Buses – spółka zależna należąca do Transport for London (TfL), zarządzająca komunikacją autobusową na terenie Wielkiego Londynu. Autobusy działające w jej ramach są zobowiązane posiadać ten sam czerwony schemat kolorów i zgodny system opłat.
W ramach London Buses działają 673 linie autobusowe, obsługujące około 19 000 przystanków. Flotę stanowi 7500 autobusów. Usługi wykonywane są przez 15 prywatnych firm wyłonionych w przetargach, które podpisały kontrakty z Transport for London.

## Działalność
Do kluczowych zadań Transport for London wykonywanych w ramach London Buses należą:
- planowanie tras,
- monitorowanie jakości usług,
- określanie poziomu usług,
- zarządzanie przystankami i dworcami autobusowymi,
- wspieranie kierowców w przypadku zmian tras czy wypadków drogowych,
- dostarczanie informacji pasażerom w formie rozkładów jazdy i map,
- udostępnienie internetowego serwisu umożliwiającego planowanie podróży,
- drukowanie map w formie ulotek dostępnych na stronie Transport for London oraz w punktach informacyjnych, bibliotekach itd.,
- zarządzanie z centrum kontroli CentreComm, znajdującym się w Southwark.

## Opłaty i ulgi

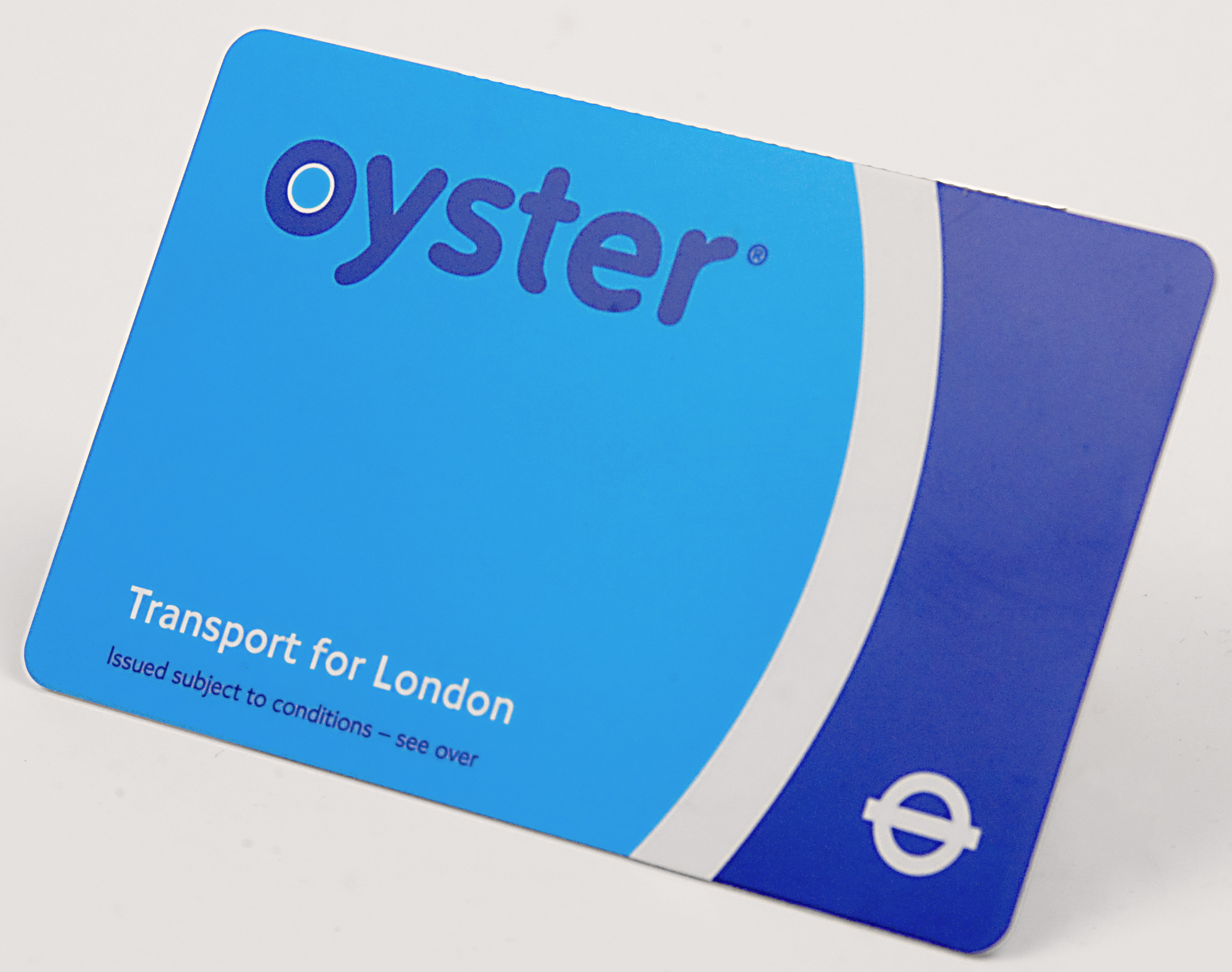
Oyster card

W autobusach akceptowane są papierowe Travelcard i elektroniczne karty Oyster. Do 2014 możliwe były również opłaty gotówkowe, niezależne od długości trasy, jednak Transport for London postanowił zrezygnować z tego rozwiązania, uzasadniając to faktem niewielkiego zainteresowania oraz znaczącego wydłużania czasu wsiadania pasażerów. Od 2000 opłaty były wyższe w pierwszej strefie taryfowej, jednak w 2004 ta różnica została wyrównana. Ponadto od 2013 w autobusach istnieje możliwość uiszczenia opłaty za pomocą zbliżeniowych kart bankowych (od 2013 akceptowane były wyłącznie karty Barclaycard, w 2014 ten sposób płatności objął również inne typy kart).
W ramach Oyster card pojedyncza opłata ustalona jest za przejazd, jednak istnieje limit górny opłaty, która może być pobrana przez przewoźnika w ciągu doby (od 4:30 do 4:30 dnia następnego). Można również zakupić tygodniowe i miesięczne karnety, które ładowane są na kartę Oyster.
Dzieci poniżej 11 roku życia podróżują za darmo. Dzieci w wieku 11–15 lat również nie uiszczają opłat, jeśli posiadają kartę Oyster ze zdjęciem. W przypadku braku karty płacą pełną opłatę dla dorosłych. Istnieją również ulgi dla osób w wieku 16 do 18 lat. Program Freedom Pass umożliwia osobom niepełnosprawnym podróżowanie bez opłat. System obejmuje również osoby, które przed 6 kwietnia 2010 osiągnęły wiek 60. lat. Dla pozostałych osób, które osiągnęły wiek 60 lat po 6 kwietnia 2010, muszą zostać spełnione kryteria podane na stronie internetowej przewoźnika.

## Pojazdy
Poszczególne podmioty świadczące usługi autobusowe w ramach kontraktu dla London Buses, obsługują szeroką gamę pojazdów, których wymaganą cechą wspólną jest czerwony kolor. London Buses utrzymuje ścisłą kontrolę wieku i specyfikacji pojazdów. Przewoźnik wymaga również od operatorów osobnych drzwi wyjściowych, coraz rzadziej spotykanych w autobusach poza Londynem. W przypadku autobusów piętrowych schody muszą być proste, podczas gdy w pozostałych częściach kraju coraz częściej stosuje się zakręcone. Dodatkowo, tablica z oznaczeniem numeru i miejsca docelowego musi być w formie nadruku na rolecie, a nie wyświetlacza LED.